# Le Globe (revue)
Pour les articles homonymes, voir Globe.
Le Globe (sous-titré Revue genevoise de géographie) est une des plus anciennes revues de géographie du monde et la plus ancienne revue de géographie francophone toujours en activité. Il a été fondé en 1860 sous le nom de Bulletin et Mémoires de la Société de géographie de Genève puis, à partir de 1866, sous le nom de Le Globe, journal géographique. Il a été sous-titré Revue genevoise de géographie en 1994. Édité par la Société de géographie de Genève dès ses débuts, il a été coédité entre 1994 et 2016 par la Société de géographie de Genève (SGEO) et le Département de géographie de l’université de Genève. À partir de 2017, il est revenu à son éditeur d’origine, la SGEO.
Les plus récents numéros sont accessibles sur le site de l'université de Genève. Les numéros d'archives sont accessibles sur Persee.fr.